# ماريا إفروزينينا
ماريا «ماشا» إفروزينينا (الأوكرانية: Марія Єфросиніна; ولدت في 25 مايو 1979 في كيرتش) مضيفة تلفزيوني أوكرانية،
شاركت في تقديم النسخة الخمسين من مسابقة الأغنية الأوروبية إلى جانب بافلو شيلكو،في عام 2018 أصبح ماشا سفير النوايا الحسنة لصندوق الأمم المتحدة للسكان.

## روابط خارجية
- ماريا إفروزينينا على موقع IMDb (الإنجليزية)
- ماريا إفروزينينا على موقع قاعدة بيانات الفيلم (الإنجليزية)
- ماريا إفروزينينا على موقع كينوبويسك (الروسية)

- (بالإنجليزية)/(بالروسية) Brief biography and pictures